# CTI Records
CTI Records (Creed Taylor Inc.) was een op jazz gespecialiseerd Amerikaans platenlabel.

## Geschiedenis
CTI Records werd in 1967 oorspronkelijk opgericht als sublabel van A&M Records. Voor dit doel werd Creed Taylor (eerder producent voor Verve Records en oprichter van het jazzlabel Impulse! Records in dienst genomen. Creed Taylor werkte samen met de geluidstechnicus Rudy Van Gelder, die in zijn eigen geluidsstudio al de albums had opgenomen voor Blue Note Records. 
Vanaf begin jaren 1970 had CTI Records enkele successen te melden. Speciaal de 6000er-reeks was commercieel erg succesvol. De debuut-lp Prelude van Eumir Deodato uit 1972 plaatste zich in de Britse en de Amerikaanse hitlijsten en bereikte miljoenenverkopen. De voorstelling van Taylor van een eigen Amerikaans distributiesysteem voor CTI Records mislukte echter en leidde tot het einde van de onafhankelijke productie in de normale omvang. Ook gingen veel van de zeer succesvolle CTI-huismuzikanten naar andere labels. Desondanks leidde Taylor CTI Records verder en er werden opnamen uitgebracht tot in de jaren 1990.
Kenmerkend aan de CTI-platen was o.a. een voortreffelijk en bovengemiddeld attractief grafisch ontwerp van de cover met innovatief beeldmateriaal, meestal van de Amerikaanse fotograaf Pete Turner. Dit was het resultaat van Creed Taylors commerciële intuïtie voor buitengewone productopmaak, zoals eerder bij Verve en Impuls! door hem uitgevoerd. Tegenwoordig zijn de rechten aan de publicaties eigendom van Columbia Records. CTI's concept was modern geproduceerde eigentijdse jazz met soul- en funkelementen, ingespeeld door gerenommeerde jazzmuzikanten als Freddie Hubbard, George Benson, Milt Jackson, Paul Desmond, Ron Carter, Hubert Laws, Gabor Szabo, Bill Evans, Esther Phillips en anderen.

## Enkele CTI-publicaties
- Freddie Hubbard – Red Clay (CTI 6001)
- Freddie Hubbard – Straight Life (CTI 6007)
- Astrud Gilberto en Stanley Turrentine – Gilberto with Turrentine (CTI 6008)
- George Benson – White Rabbit (CTI 6015)
- Eumir Deodato – Prelude (CTI 6021)
- Joe Farrell – Moon Germs (CTI 6023)
- Joe Farrell – Upon This Rock (CTI 6042)
- Bob James – One (CTI 6043)
- Esther Phillips –  What A Diff'rence A Day Makes  (CTI 6520)